# Muzaffarpur (stad)
Muzaffarpur is een in 1875 gestichte stad in de Indiase staat Bihar. Muzaffarpur is de hoofdstad van het gelijknamige district. De stad ligt aan de oevers van de Burhi Gandak, een zijrivier van de Ganges en zo'n 50 km ten noorden van Patna, de hoofdstad van Bihar. De stad ligt zo'n 70 km van de noordelijke grens van India met Nepal. Muzaffarpur is de op drie na grootste stad van de staat Bihar, met bij de census van 2011 354.462 inwoners.
Muzaffarpur is gekend als de hoofdstad van de lycheeteelt, met een grote productie van lychees en ander fruit in het district.

## Demografie
Volgens de Indiase volkstelling van 2011 wonen er 354.462 mensen in Muzaffarpur, waarvan 53% mannelijk en 47% vrouwelijk is. De plaats heeft een alfabetiseringsgraad van 83% (86% bij mannen, 79% bij vrouwen).